# Achaeridion conigerum
Achaeridion conigerum là một loài nhện trong họ Theridiidae. Chúng thuộc chi đơn loài Achaeridion và được Eugène Simon miêu tả năm 1914.